# Marcus Miller
Marcus Miller (New York, 1959. június 14.) jazz-zenész, zeneszerző és producer, elsősorban Miles Davis és David Sanborn basszusgitárosaként ismert. Miller először klarinéton tanult, játszik basszusklarinéton, zongorán, szaxofonon és gitáron is.
Miller legfőképpen mint basszusgitáros ismert. Noha szólóiban nem egyedül ő képviseli azt a játékstílust, melyben a slappelés (a húrok ütés és tépés általi megszólaltatása) a leghangsúlyosabb elem, mégis emblematikus személyisége ennek az irányzatnak, s játéka is könnyen felismerhető ezáltal. Fúziós jazz-stílusában így a funky hatása a legerősebb.
Egyéni és utánozhatatlan játékstílusának sok elemét példaképeitől ismerhetjük. A hangszer olyan nagyságai, mint Keni Burke, vagy (a csak nyolc évvel idősebb) Jaco Pastorius meghatározóak voltak Miller hangszeres fejlődésében. Korai korszakában Miller (sok más tehetséges társához hasonlóan) szinte teljesen Pastorius stílusában játszott (érthető, hiszen Jaco személyisége uralta akkoriban a hangszer megszállottait), később már egyéni hangzásvilágot teremtett.
Miller (akárcsak annak idején Pastorius) Fender hangszeren játszik. Észak-Amerikán kívül szerte Európában és Japánban koncertezik folyamatosan. Jelenleg saját zenekarával játszik, elsősorban fúziós jazzt.

## Diszkográfia
Szóló időszak (1982-től)
- 1983 – Suddenly
- 1984 – Marcus Miller
- 1993 – The Sun Don't Lie
- 1995 – Tales
- 1998 – Live & More
- 2000 – Best Of '82-'96
- 2001 – M2
- 2002 – The Ozell Tapes
- 2005 – Silver Rain
- 2007 – Free

David Sanborn-időszak (1975-2000)
- 1977 – Lovesongs
- 1980 – Hideaway
- 1980 – Voyeur
- 1981 – As We Speak
- 1982 – Backstreet
- 1984 – Straight To The Heart
- 1987 – Change Of Heart
- 1988 – Close-Up
- 1991 – Another Hand
- 1992 – Upfront
- 1994 – Hearsay
- 1995 – Pearls
- 1996 – Songs From The Night Before
- 1999 – Inside

Miles Davis-időszak (1980-1990)
- 1981 – Man With The Horn
- 1981 – We Want Miles
- 1982 – Star People
- 1986 – Tutu
- 1987 – Music From Sioesta
- 1989 – Amandla

The Jamaica Boys-időszak (1986-1990);
- 1987 – The Jamaica Boys
- 1989 – J. Boys